# Michael Bullen
Michael Bullen (20 de mayo de 1937) es un jinete británico que compitió en la modalidad de concurso completo. Ganó una medalla de bronce en el Campeonato Europeo de Concurso Completo de 1962, en la prueba por equipos.

## Palmarés internacional
| Campeonato Europeo | Campeonato Europeo     | Campeonato Europeo | Campeonato Europeo |
| Año                | Lugar                  | Medalla            | Categoría          |
| ------------------ | ---------------------- | ------------------ | ------------------ |
| 1962               | Burghley (Reino Unido) | Medalla de bronce  | Por equipos        |